# 小行星4723
小行星4723（英語：4723 Wolfgangmattig）是一颗围绕太阳公转的小行星。1937年10月11日，卡尔·威廉·雷睦斯在海德堡发现了此天体。
这颗小行星的绝对星等为356.6571355517355等。